# Vilém Mandlík
Vilém Mandlík (ur. 7 kwietnia 1936 w Pradze, zm. 9 października 2023 tamże) – czechosłowacki lekkoatleta, olimpijczyk z Melbourne 1956 i Rzymu 1960.

## Kariera
Vilém Mandlík urodził się 7 kwietnia 1936 w Pradze. Był czołowym czechosłowackim sprinterem w latach 1955-1965. W 1956 1958 i 1960 roku zdobył tytuły mistrza Czechosłowacji. W 1961 i 1962 oraz 1964 i 1965 został mistrzem kraju na dystansie 100 metrów. W sumie zdobył 11 tytułów mistrza kraju. W 1958 i 1962 reprezentował Czechosłowację na mistrzostwach Europy. W 1958 zajął 4. miejsce w biegu na 200 m oraz w sztafecie 4 × 100 m.

## Źródła
- Profil na stronie Olympedia.org